# Битка код Амберга
Битка код Амберга одиграла се 24. августа 1796. године између француских и аустријских снага. Битка је део француских револуционарних ратова и завршена је победом Аустријанаца.

## Битка
Аустријску војску предводили су генерали Лудвиг Вартенслебен и надвојвода Карло од Аустрије (укупно око 40.000 људи), а француску војску генерал Журдан са око 34 000 људи. Француска војска ангажовала се само својим заштитницама; уништена су два одсечена француска батаљона која су се бранила до краја у кареу. Губици: Французи око 2000, а Аустријанци око 400.